# Richard Heinze (Philologe)
Richard Heinze (* 11. August 1867 in Naumburg (Saale); † 22. August 1929 in Bad Wiessee) war ein deutscher klassischer Philologe, der als Professor in Berlin (1900–1903), Königsberg (1903–1906) und Leipzig (1906–1929) wirkte. Er prägte die Klassische Philologie des 20. Jahrhunderts durch seine Untersuchungen zur Originalität der römischen Dichter gegenüber ihren griechischen Vorbildern und durch seine textkritischen und exegetischen Methoden.

## Leben und Wirken
Richard Heinze, der jüngere Bruder des Politikers Rudolf Heinze, besuchte die Nikolaischule in Leipzig und studierte von 1885 bis 1887 Klassische Philologie an der Universität Leipzig bei Otto Ribbeck. Während des Studiums trat er dem Verein Deutscher Studenten in Leipzig bei. 1887 wechselte er an die Universität Bonn, wo er von Hermann Usener und Franz Bücheler geprägt wurde. Mit seinen Kommilitonen Alfred Körte und Eduard Norden verband ihn eine lebenslange Freundschaft. 1889 wurde Heinze mit der Dissertation „de Horatio Bionis imitatore“ bei Usener promoviert, 1890 legte er das Staatsexamen ab. Nach einem Semester Studium an der Universität Berlin bei Theodor Mommsen reiste er 1892 für ein Jahr nach Italien.
1893 habilitierte sich Heinze an der Universität Straßburg mit einer Schrift über den griechischen Philosophen Xenokrates. In Straßburg wurde er als Dozent ein Freund des Philologen Georg Kaibel. Im Winter 1896/97 unternahm er eine Griechenlandreise. 1900 ging er als außerordentlicher Professor nach Berlin. 1903 folgte er einem Ruf als ordentlicher Professor an die Universität Königsberg. 1906 wechselte er nach Friedrich Marxens Weggang nach Leipzig, wo er bis zu seinem Tod 1929 unterrichtete. Der Klassisch-Philologische Verein Leipzig im Naumburger Kartellverband ernannte ihn zum Ehrenmitglied. 1922 übernahm er als Nachfolger von Georg Wissowa die Herausgeberschaft der Zeitschrift Hermes. Nach seinem Tod wurde Alfred Körte Herausgeber. Richard Heinze war ordentliches Mitglied der Königlich Sächsischen Gesellschaft der Wissenschaften (ab 1907) und korrespondierendes Mitglied der Gesellschaft der Wissenschaften zu Göttingen (ab 1917).
Heinzes wissenschaftliche Wirksamkeit war von seinen Lehrern in vielerlei Hinsicht geprägt. Mommsen hatte ihn zur Beschäftigung mit dem römischen Staats- und Rechtswesen angeregt, Usener hatte ihn mit der hellenistischen Kultur, Philosophie und Religion vertraut gemacht. Heinze war der Erste, der die Eigenleistung der römischen Schriftsteller in ihrer Adaption der griechischen Literatur eingehend analysiert und gewürdigt hatte. Seine Argumentation für Vergils Originalität sorgte für eine wohlwollende Rezeption des Dichters in Deutschland, die in anderen europäischen Ländern schon vorher eingesetzt hatte. Bei seinen Arbeiten half Heinze seine bei Bücheler erarbeitete Exaktheit und Sprachbeherrschung sowie sein von Ribbeck verfeinerter Geschmack. Heinzes Art der Textinterpretation und seine Methode zu begriffsgeschichtlichen Untersuchungen waren prägend für die Klassische Philologie des 20. Jahrhunderts.
Heinze war ab 1899 mit Johanna Gröber (1876–1951) verheiratet, der Tochter des Romanisten Gustav Gröber. Das Paar hatte zwei Söhne, darunter den Rechtsanwalt Rupprecht Heinze (1907–1985).

## Werke
- Virgils epische Technik. Leipzig und Berlin 1902, 3. Auflage 1915, Nachdruck Darmstadt 1982.
  - Englische Übersetzung: Virgil’s Epic Technique. Bristol 1993.
  - Italienische Übersetzung: La tecnica epica di Virgilio. Bologna 1996.
- Die Augusteische Kultur. Leipzig und Berlin 1930.